# Olympische Zwischenspiele 1906/Rudern
Bei den Olympischen Zwischenspielen 1906 in Athen wurden 6 Wettbewerbe im Rudern ausgetragen. Die Wettbewerbe fanden in der Meeresbucht von Zea bei Phaleron statt.

## Einer(1000 m)
| Platz | Land           | Athlet           | Zeit (min)     |
| ----- | -------------- | ---------------- | -------------- |
| 1     | FRA            | Gaston Delaplane | 5:53,4         |
| 2     | FRA            | Joseph Larran    | 6:07,2         |
| 3     | nicht vergeben | nicht vergeben   | nicht vergeben |

Es waren nur zwei Boote am Start.

## Zweier mit Steuermann(1000 m)
| Platz | Land | Athleten                                                          | Zeit (min) |
| ----- | ---- | ----------------------------------------------------------------- | ---------- |
| 1     | ITA  | Enrico Bruna, Emilio Fontanella, Giorgio Cesana (Steuermann)      | 4:23,0     |
| 2     | ITA  | Luigi Diana, Francesco Civera, Emilio Cesarana (Steuermann)       | 4:30,0     |
| 3     | FRA  | Charles Delaporte, Gaston Delaplane, Marcel Frébourg (Steuermann) | k. A.      |

## Zweier mit Steuermann(1 Meile)
| Platz | Land | Athleten                                                                     | Zeit (min) |
| ----- | ---- | ---------------------------------------------------------------------------- | ---------- |
| 1     | ITA  | Enrico Bruna, Emilio Fontanella, Giorgio Cesana (Steuermann)                 | 7:32,4     |
| 2     | XXZ  | Max Orban ( BEL), Rémy Orban ( BEL), Theophilos Psiliakos ( GRE, Steuermann) | 8:03,0     |
| 3     | FRA  | Joseph Halcet, Adolphe Bernard, Jean-Baptiste Mathieu (Steuermann)           | 8:08,6     |

Der Steuermann im belgischen Boot war ein griechischer Junge. Nach den damaligen Regeln war dies erlaubt.

## Vierer mit Steuermann(2000 m)
| Platz | Land | Athleten                                                                                                | Zeit (min) |
| ----- | ---- | --- | ---------- |
| 1     | ITA  | Enrico Bruna, Emilio Fontanella, Riccardo Zardinoni, Giuseppe Poli, Giorgio Cesana (Steuermann)         | 8:13,0     |
| 2     | FRA  | Gaston Delaplane, Léon Delignières, Charles Delaporte, Paul Échard, Marcel Frébourg (Steuermann)        | k. A.      |
| 3     | FRA  | Joseph Halcet, Pierre Sourbé, Adolphe Bernard, Jean-Baptist Laporte, Jean-Baptiste Mathieu (Steuermann) | k. A.      |

## Sechser mit Steuermann (2000 m)
| Platz | Land | Athleten | Zeit (min) |
| ----- | ---- | --- | ---------- |
| 1     | ITA  | P. Toio, Angelo Fornaciari, G. Tarantino, Giuseppe Russo, R. Taormina, E. Bellotti, Giovanni Tanio (Steuermann)                                       | 10:45,0    |
| 2     | GRE  | Demetrios Ntais, Paulos Kypraios, Demetrios Balourdos, Nikolaos Dekabalas, Nikolaos Karsoubas, Spyros Vesalas, Konstantios Misongogginis (Steuermann) | k. A.      |
| 3     | GRE  | Dionysos Christeas, Demetrios Gkrous, Georgias Maroulis, Nikolaos Photinakis, P. Lombardos, Demetrios Souranis, Petros Mexis (Steuermann)             | k. A.      |

Der Wettkampf wurde mit Marinebooten ausgetragen. Das Boot der siegreichen Italiener gehörte zum Kreuzer Varese. Die Boote der Griechen gehörten zu den Panzerkreuzern Spetzia und Hydra.

## Sechzehner mit Steuermann (3000 m)
| Platz | Land | Athleten | Zeit (min) |
| ----- | ---- | --- | ---------- |
| 1     | GRE  | Isidoros Michas, Ioannis Georgas, Michail Sokos, Ioannis Agrimis, Argos Mylonas, Demetrios Kakousis, Ioannis Loukas, Paulos Kangiotzis, Ioannis Laphiotis, Michail Mouratis, Christos Tsirigontakis, Angelos Dribas, Konstantinos Kephalas, Ioannis Kaisareus, Ioannis Pilouris, Demetrios Piaditis, Petros Velliotis (Steuermann)               | 16:35,0    |
| 2     | GRE  | Ioannis Tsirakis, Michail Katsoulis, Konstantinos Niotis, N. Stergiou, Ioannis Papapanagiotou, Ioannis Dolas, Petros Pterneas, Georgios Nikoloutsos, Ioannis Gripaios, Stamotios Diomataras, Evangelos Chaldaios, Ioannis Phasilis, Konstantinos Papagiannoulis, S. Lemonis, Evangelos Kanakaris, Xenophon Stellas, Ioannis Milakas (Steuermann) | 17:09,6    |
| 3     | ITA  | Antonio Mautrere, Angelo Sartini, F. Pieraccini, Angelo Buoni, Augusto Graffigna, P. Oddone, Alberto Ruggia, S. Messina, Ezio Germignani, G. Cingottu, Sebastiano Randazzo, G. Pizzo, Alp. Nordio, L. Frediana, G. Zannino, F. Mennella, E. Rossi (Steuermann)                                                                                   | k. A.      |

Der Wettkampf wurde mit Marinebooten ausgetragen. Das Boot der siegreichen Griechen gehörte zum Kriegsschulschiff Olga, das zweite griechische Boot zum Panzerkreuzer Hydra. Das Boot der Italiener gehörte zum Kreuzer Varese.

## Medaillenspiegel
| Platz | Mannschaft           | Goldmedaillen | Silbermedaillen | Bronzemedaillen | Gesamt |
| ----- | -------------------- | ------------- | --------------- | --------------- | ------ |
| 1     | Königreich Italien   | 4             | 1               | 1               | 6      |
| 2     | Frankreich           | 1             | 2               | 3               | 6      |
| 3     | Griechenland         | 1             | 2               | 1               | 4      |
| 4     | Gemischte Mannschaft |               | 1               |                 | 1      |
| Summe | Summe                | 6             | 6               | 5               | 17     |